# Pelophylax cretensis
Espèce
Synonymes
- Rana cretensis Beerli, Hotz, Tunner, Heppich & Uzzell, 1994

Statut de conservation UICN

 EN B1ab(iii)+2ab(iii) : En danger
Pelophylax cretensis, la Grenouille de Crète, est une espèce d'amphibiens de la famille des Ranidae.

## Répartition
Cette espèce est endémique de Crète en Grèce. Elle se rencontre généralement en dessous de 100 m d'altitude.

## Description
Pelophylax cretensis mesure de 50 à 80 mm. Son dos est de couleur gris clair à brun avec des taches brunes ou olivâtres, mais elle est parfois vert prairie avec des taches brunes. Le ventre et la gorge sont de couleur blanchâtre avec une légère pigmentation grise. Les bourrelets dorsaux sont très larges. Les sacs vocaux des mâles sont gris foncé.

## Étymologie
Son nom d'espèce, composé de cret[e] et du suffixe latin -ensis, « qui vit dans, qui habite », lui a été donné en référence au lieu de sa découverte.

## Publication originale
- Beerli, Hotz, Tunner, Heppich & Uzzell, 1994 : Two new water frog species from the Aegean Islands Crete and Karpathos (Amphibia, Salientia, Ranidae). Notulae Naturae of the Academy of Natural Sciences of Philadelphia, no 470, p. 1-9 (texte intégral).